# ون بلس 8
ون بلس8 وون بلس 8 برو (بالإنجليزية: The OnePlus 7 and 7 Pro) هي هواتف ذكية تعمل بنظام أندرويد ويتم تصنيعها بواسطة ون بلس. تم كشف النقاب عنها في الولايات المتحدة في 29 أبريل 2020 .

## العتاد
يستخدم كل من OnePlus 8 و 8 Pro معالج Snapdragon 865 مع وحدة معالجة الرسومات Adreno 650 ، معت سعة تخزين 128 أو 256 جيجاباي غير القابلة للزيادة. كلاهما يحتوي على 8 جيجابايت أو 12 جيجابايت من ذاكرة الوصول العشوائي ؛ يحتوي ون بلس 8 على ذاكرة وصول عشوائي LPDDR4X ويحتوي 8 Pro على ذاكرة وصول عشوائي LPDDR5 أسرع وأكثر كفاءة. كلاهما يحتوي على مكبرات صوت ستيريو مع ميزة إلغاء الضوضاء ؛ ولا يوجد بهم مقبس صوت